# Груники
Груники (укр. Груники) — село в Углянской сельской общине Тячевского района Закарпатской области Украины.
Население по переписи 2001 года составляло 1416 человек. Почтовый индекс — 90514. Телефонный код — 3134. Код КОАТУУ — 2124487603.